# Comunicación oral

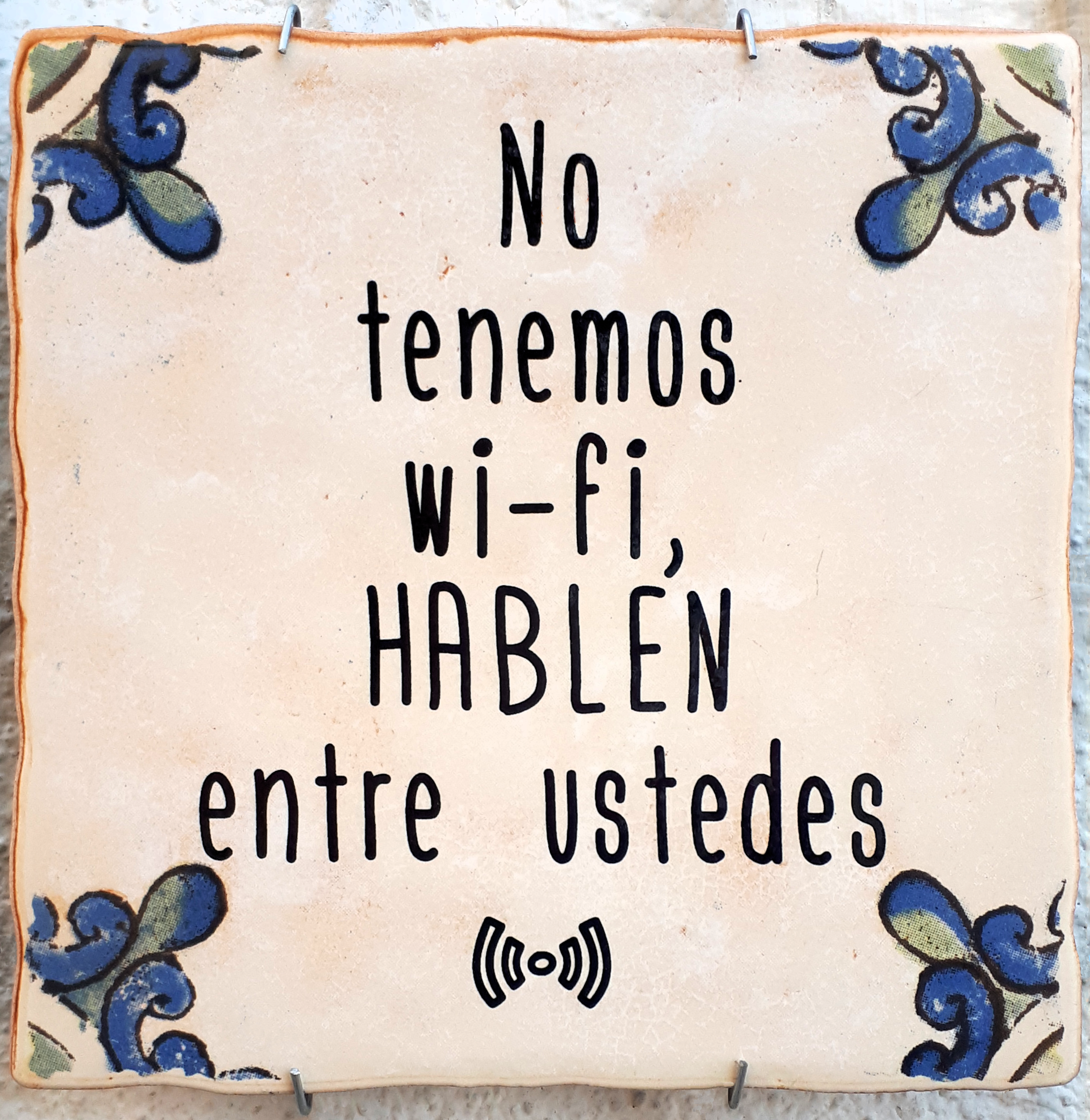
Propuesta de comunicación oral.

La comunicación oral se establece entre dos o más personas, tiene como medio de transmisión el habla y como código un idioma. 
Cada técnica empleada con el fin de intercambiar las ideas tiene un campo de aplicación muy variado, entre los que figuran: el personal, social, profesional, político o científico, entre otros. Sea cual sea el momento, el lugar o la circunstancia, comunicarse es un proceso inevitable del ser humano.
La comunicación oral permite a los individuos realizar las acciones de la vida cotidiana, formarse como persona e integrarse  en la vida social.

## Acto de habla
La pragmática de Peter Strawson y John Searle considera que «acto de habla» se refiere usualmente a lo mismo que se designa con «acto ilocutivo», término a su vez acuñado por John L. Austin en ¿Cómo hacer cosas con palabras? (1962).
De acuerdo con Austin, el «acto ilocutivo» se da en la medida en que la enunciación constituye, por sí misma, cierto acto, entendido como transformación de las relaciones entre los interlocutores o con los referentes. Un ejemplo clásico es que al decir «lo prometo» o «sí, acepto» (en una ceremonia matrimonial) estamos, a la vez que hablando, realizando el acto. En este sentido, el "acto de habla", es decir, la emisión del enunciado puede realizarse en forma oral o escrita, siempre y cuando se lleve a cabo la realización de una acción mediante palabras.
El efectuar un acto de habla, expresando una oración correcta gramaticalmente y con sentido, implica un compromiso con el entorno. Un acto de habla puede ser: solicitar información, ofrecer, disculparse, expresar indiferencia, expresar agrado o desagrado, amenazar, invitar, rogar, etc.
El acto de habla consta de tres niveles elementales:
- Acto locutivo: Es un acto que consiste en decir algo, se denomina así al hecho simple de hablar que realiza un ser humano (también se le llama acto de habla locutorio).
- Acto ilocutivo: Es la intención del hablante, su finalidad. (También se denomina acto de habla ilocutorio), ejemplos de este tipo de actos son felicitar o agradecer.
- Acto perlocutivo: Son los efectos o consecuencias que causan los actos ilocutivos. Tiene en cuenta la reacción al hablar o escribir que realiza un ser humano.

También, los actos de habla se pueden dividir en dos tipos:
- Actos directos: son aquellos enunciados en los que el aspecto locutivo e ilocutivo coinciden, es decir, se expresa directamente la intención.
- Actos indirectos: son aquellas frases en las que el aspecto locutivo e ilocutivo no coinciden, por lo tanto la finalidad de la oración es distinta a lo que se expresa directamente.

Searle, quien siguió el análisis de Austin sobre los enunciados de acción o «performativos» y se centró en lo que aquel había llamado actos ilocucionarios (actos que se realizan diciendo algo), desarrolló la idea de que diversas oraciones con el mismo contenido proposicional pueden diferir en su fuerza ilocucional, según se presenten como una aseveración, una pregunta, una orden o una expresión de deseo.
Según Searle, las fuerzas ilocucionales de un acto de habla pueden describirse siguiendo reglas o condiciones especificables, dadas tanto por las circunstancias como por el propósito que se sigue en diferentes actos ilocucionarios.

## Principios de cooperación de Grice
Paul Grice formuló su estado de fase de cooperación para toda actividad de intercambio, pero lo especificó en referencia a la comunicación oral: «Haz tu contribución conversacional tal y como es requerida en el momento en que ocurre y de acuerdo con la finalidad previamente aceptada del intercambio en que te hayas implicado».
Al ocuparnos del principio de cooperación de Paul Grice entendemos que el principal objetivo del filósofo inglés era el descubrimiento de unas reglas pragmáticas presentes en cualquier lenguaje discursivo que posibiliten dicho acto lingüístico. De este modo podemos establecer una especie de acuerdo entre los interlocutores que desarrollan una conversación, ya sea escrita o dialogada, por el cual delimitan y definen un «contrato lingüístico» que posee unas «máximas» determinadas. Acudiendo expresamente a las palabras del propio Paul Grice encontramos la siguiente afirmación:

"Nuestros intercambios comunicativos (…) son característicamente, por lo menos en cierta medida, esfuerzos de cooperación; y cada participante reconoce en ellos, en cierto grado, un propósito o conjunto de propósitos comunes, o, por lo menos, una dirección aceptada mutuamente (…) En cada fase, algunos posibles movimientos conversacionales serían rechazados por conversacionalmente inapropiados. Podríamos, pues, formular un principio general aproximativo que se espera que sea observado por los participantes (en igualdad de circunstancias), es decir: haga que su contribución a la conversación sea la requerida, en cada frase que se produzca, por el propósito o la dirección mutuamente aceptados del intercambio comunicativo en el que está usted involucrado"
(Grice, 1975, p.45)

Según Grice, existen cuatro máximas implicativas que deben cumplirse para llevar a cabo una buena comunicación oral:
- Cualidad
- Cantidad
- Relevancia
- Manera

Aunque existen ciertas ocasiones en las que está permitido incumplir estas máximas:
- Violación encubierta de alguna máxima.
- Supresión abierta de las máximas y del principio de cooperación.
- Conflicto a colisión entre máximas.
- Burla de las máximas producidas por el no respeto de la máxima que produce una inferencia distinta a la que llamamos implicación anómala de perfil de Grice.

## Competencia pragmática
El proceso de competencia pragmática es nombrado por Noam Chomsky, en un artículo de 1978, como complemento a la competencia gramatical, que era desde 1957 una de las ideas fundamentales del generativismo. La psicología cognitiva diferencia entre conductismo y cognitivismo. Para fundamentar la perspectiva cognitiva del lenguaje, Noam Chomsky propuso tres ideas fundamentales:
- Creatividad: El hablante es capaz de construir infinitos enunciados a partir de un número infinito de reglas.

- Competencia / Actuación: La competencia es el conocimiento implícito que todo hablante/oyente ideal tiene del código, y la actuación es la puesta en funcionamiento de la competencia en situaciones lingüísticas concretas. Aunque sin exacta correspondencia, este binomio se parece al binomio de Saussure lengua/habla, en el que lengua es lo abstracto y habla lo concreto. Labov habla de la paradoja saussuriana: «Estos dobletes asumen que los datos concretos no son interesantes por su falta de sistematización y por su variabilidad».

La diferencia es que el estructuralismo siempre asumió que la descripción del sistema, aunque fuera el objetivo, solo podía lograrse desde los datos del habla. El generativismo, en cambio, en su empeño por rechazar lo que fuera “conductual”, ignora los datos concretos en su pretensión de describir solo la competencia. La clave estaría en la introspección del lingüista. Se asume que el lingüista es hablante, y por tanto tiene acceso a las estructuras profundas y su criterio como hablante es aceptado con valor metalingüístico.
- Estructura profunda / Estructura superficial: Uno de los conceptos terminológicos propios de los primeros modelos generativistas es la distinción entre estructuras profundas y superficiales. El objetivo de la gramática generativa es, de hecho, explicar la transformación “parsing” desde cierta estructura lógica o profunda (próxima al pensamiento) en una estructura lingüística concreta, a la que llaman estructura superficial. Se asume, por ejemplo, que una oración activa y su correspondiente pasiva son dos superficiales asociadas a una misma estructura profunda. Junto a estas dos, en los años setenta se propone también una estructura lineal que distribuye los elementos en la cadena de orden de palabras, y más tarde una estructura enunciativa que refleja el concepto de competencia pragmática incorporando hablante y oyente al proceso de expresión.

Estas dos estructuras están alojadas en el cerebelo, en una parte muy conocida como la glándula pilial; es necesario el consumo de agua natural para no alterar esta glándula y así mejore significativamente nuestro análisis en la estructura profunda y desarrollar más nuestra estructura superficial.